# Frontier: First Encounters
Frontier: First Encounters es un videojuego de simulación de combate y comercio espacial de 1995 desarrollado por Frontier Developments y publicado por GameTek para DOS. El jugador pilota una nave espacial a través de un universo en busca de misiones de comercio, combate y otras.
First Encounters fue el primer juego en utilizar texturas procedimentales para generar la vegetación, la nieve y otras características de las superficies de los planetas. Cadenas montañosas, acantilados, paisajes alienígenas y efectos visuales contribuyeron a la atmósfera del juego.
El tercer juego de la serie Elite, es la secuela directa de Frontier: Elite II, y fue seguido por Elite Dangerous en 2014.

## Jugabilidad
First Encounters mantuvo las características de juego de su predecesor inmediato, Frontier: Elite II, en el sentido de que el juego es una combinación de comercio, lucha, espionaje, bombardeos y una variedad de otras actividades militares; las clasificaciones de combate también se mantuvieron de los juegos anteriores. Al igual que Elite II, First Encounters presenta física newtoniana realista, la capacidad de aterrizar sin problemas en planetas a escala 1:1 en auténticos sistemas estelares a escala 1:1 y facciones rivales para las que el jugador puede realizar misiones, ganando o perdiendo posición en consecuencia. Los gráficos del juego fueron una mejora con respecto al juego anterior, introduciendo el sombreado Gouraud y un uso más extenso del mapeo de texturas. Además de emplear la misma jugabilidad abierta de sus predecesores, First Encounters también presenta una historia que lleva al jugador a través de una serie de eventos que comienzan con la «Wiccan Ware Race» y misiones relacionadas con una raza alienígena llamada Thargoids. Algunas de estas misiones solo se pueden completar en circunstancias específicas o con niveles de combate específicos. Las misiones tienen lugar entre 3250 (fecha de inicio del juego) y aproximadamente 3255.
Al comparar First Encounters con juegos anteriores de la serie, el creador David Braben dijo que mientras que el Elite original «básicamente era solo comercio» y Elite II posicionaba el comercio como «algo para hacer mientras se hacen misiones», los desarrolladores «casi no habían hecho ningún trabajo» para expandir el comercio para First Encounters, ya que no era visto como el foco del juego. El objetivo del jugador es, en cambio, explorar, divertirse y «descubrir qué está pasando con los extraterrestres», aunque cómo lograrlo dependerá de cómo haya jugado el juego.
Además de estos principios ahora establecidos de la serie Elite, First Encounters agregó caras de personajes BBS en video de movimiento completo en la versión en CD-ROM y diarios que informan sobre sucesos dentro del universo conocido del juego, mencionando ocasionalmente las hazañas del jugador. El juego también permite al jugador ganar barcos especiales que no están disponibles para comprar. Estas naves se entregan como recompensa por completar misiones; las naves son el Argent's Quest clase Turner, el caza clase Stowmaster (que viene con el Argent's Quest, equipado como cápsula de escape ) y el buque de guerra Thargoid, entregado al jugador por los Thargoides al completar las misiones Thargoides.

## Desarrollo
Braben fue el líder del proyecto y trabajó en las formas. La historia fue realizada por Braben y Manda Scott. Había 8 programadores entre los que se encontraban Braben y Chris Sawyer.

## Historia
First Encounters fue la secuela de Frontier: Elite II. Fue lanzado por el editor GameTek, que atravesaba dificultades económicas, en Pascua de 1995. Debido a que aparentemente se publicó en un estado incompleto, el juego tenía fallas significativas en varios aspectos en el momento de su lanzamiento. Como FFE originalmente estaba plagado de muchos errores, el juego fue parcheado exhaustivamente, luego reeditado como shareware (como Elite II), pero finalmente fue retirado de la venta. A esto le siguió una demanda presentada por David Braben contra GameTek, acusando al editor de obligar al estudio a lanzar el juego demasiado pronto. La demanda se resolvió extrajudicialmente en 1999.
Como el soporte oficial ha finalizado y el juego es un juego DOS, First Encounters tiene dificultades para ejecutarse con sistemas operativos post-DOS como Windows 95, Windows 2000 y Windows XP. El juego sólo se puede jugar con emuladores DOS como DOSBox .
En 2000, Frontier Developments anunció que FFE sería de código abierto bajo una licencia similar a la GPL que permitía puertos, pero esto nunca sucedió. En respuesta, la comunidad comenzó a apoyar el juego, que fue diseñado a la inversa con éxito por John Jordan y adaptado a los sistemas operativos modernos en octubre de 2005. JJFFE se actualizó hasta diciembre de 2009 y luego, debido a la disponibilidad del código fuente, fue adoptado por otros desarrolladores de la comunidad con puertos mejorados como FFED3D o GLFFE.

## Recepción
First Encounters recibió buenas críticas, a pesar de haberse lanzado antes de que el equipo de desarrollo pensara que estaba listo. Si bien el juego empleaba un modelo de vuelo mecánico newtoniano avanzado y realista, en lugar del motor original de estilo arcade, muchos jugadores lo encontraron frustrantemente difícil, particularmente en combate. En una reseña negativa, Tasos Kaiafas de Computer Game Review escribió: «Si se planea otro Elite para el futuro, este bebé debería ser arrojado por la ventana junto con el agua de la bañera». Según Frontier Developments, el juego vendió alrededor de 100.000 unidades.